# Ferdinand Foltin
Ferdinand Foltin (Viena, 30 de novembro de 1916 — Linz, 18 de maio de 2007) foi um oficial austríaco das forças paraquedistas (Fallschirmjäger) da Alemanha Nazista durante a Segunda Guerra Mundial e um general nas Forças Armadas da Áustria do pós-guerra. Ele recebeu a Cruz de Cavaleiro da Cruz de Ferro.

## Condecorações
- Cruz de Ferro (1939)
  - 2ª classe (1 de julho de 1941)
  - 1ª classe (1 de julho de 1941)
- Distintivo de Assalto Terrestre da Luftwaffe
- Cruz de Cavaleiro da Cruz de Ferro (9 de junho de 1944) como Hauptmann e comandante do II./Fallschirmjäger-Regiment 3[1]